# Cyclophora badiaria
Cyclophora badiaria là một loài bướm đêm trong họ Geometridae.